# Olímpio José Tomio
Olímpio José Tomio, mais conhecido como Olímpio Tomio ou simplesmente Tomio (Vidal Ramos, 16 de julho de 1961) é um político brasileiro. Sempre filiado ao Partido dos Trabalhadores (PT), foi prefeito de Indaial por dois mandatos consecutivos, entre 2001 e 2008 e, durante os oito anos de mandato, implantou ações relevantes para Indaial.

## Trajetória
Tomio nasceu em Vidal Ramos, posteriormente residiu em Apiúna até se estabelecer em Indaial. Graduado em letras com habilitação em inglês pela Universidade Regional de Blumenau, iniciou sua carreira política em 2001, como prefeito de Indaial, sendo reeleito também em 2004.
Em 2004, venceu Sérgio Almir dos Santos (PMDB) por apenas um voto, conseguindo a reeleição. Na época, comentou-se de uma possível fraude nos resultados.
Em 2008 atuou como presidente da Associação dos Municípios do Médio Vale do Itajaí (AMMVI), onde buscou a integração dos municípios do Médio Vale. Ainda em 2008, Tomio exerceu também o cargo de membro efetivo do conselho fiscal da Federação Catarinense de Municípios (Fecam), foi presidente do Consórcio Intermunicipal do Médio Vale do Itajaí, e presidente do Consórcio Intermunicipal de Saúde (gestão 2005 a 2006).
Em 2012, Tomio e Sérgio Almir dos Santos (PMDB) novamente disputaram a prefeitura e, ao contrário do que aconteceu em 2004, o peemedebista venceu com ampla vantagem e conquistou a reeleição. Santos recebeu mais de 20 mil votos (ficando com 65%) e o petista fez 10925 votos (ficando com 34%).